# Eye of the Tiger
Eye of the Tiger je píseň od skupiny Survivor. Píseň byla vydána v květnu 1982 na stejnojmenném albu. Stala se titulním songem filmu Rocky III.

## Coververze
- 1984: Weird Al Yankovic (Rye Or The Kaiser
- 1985: Round One (Theme from Rocky)
- 1990: The Shadows
- 1993: Koto
- 1996: Frank Bruno
- 1997: Gloria Gaynor
- 1997: Shaggy (Sexy Body Girl)
- 1998: Jive Bunny & the Mastermixers (Rock the Party)
- 1999: At Vance
- 2001: CKY
- 2003: DMX feat. Ice Cube
- 2003: DJ Quicksilver Remix
- 2005: Paul Anka
- 2006: Gleiszwei (Chömed use go spille)
- 2006: Amel Bent
- 2008: Ten Masked Men
- 2010: Great White
- 2015: Weena Morloch

České coververze
- 1984: Petra Janů s textem Michala Horáčka pod názvem „Na buben dát vlastní kůži“
- 2017: Těžkej Pokondr s textem Lou Fanánka Hagena pod názvem „Ice Hockey Tiger (Náš Jarda Jágr)“